# Helena Mázlová
Helena Mázlová, coniugata Adamírová (23 luglio 1929 – 2003), è stata una cestista cecoslovacca.

## Carriera
Con la Cecoslovacchia ha disputato due edizioni dei Campionati mondiali (1957, 1959) e quattro dei Campionati europei (1954, 1956, 1958, 1960).